# Neisi Dajomes
Neisi Dajomes (Puyo, 12 de maio de 1998) é uma halterofilista equatoriana, campeã olímpica.

## Carreira
Dajomes conquistou a medalha de ouro nos Jogos Olímpicos de Verão de 2020 em Tóquio, após levantar 263 kg na categoria feminina para pessoas com até 76 kg. Ela se tornou campeã mundial júnior em 2017 na divisão até 75 kg e defendeu seu título em 2018.
Em 6 de junho de 2024, o Comitê Olímpico Nacional Equatoriano nomeou ela e o atleta Daniel Pintado como os porta-bandeiras oficiais da cerimônia de abertura dos Jogos Olímpicos de Paris 2024, no entanto, foi o ginete Julio Mendoza Loor que foi o parceiro em carregar a bandeira na cerimônia de abertura, substituindo Pintado. Em agosto de 2024, ela competiu no evento feminino de 81 kg. Ela estava liderando após o arranco com um levantamento de 122 kg e caiu para o terceiro lugar após o arremesso com um total de 267 kg.